# 王庄镇 (固镇县)
王庄镇，是中华人民共和国安徽省蚌埠市固镇县下辖的一个乡镇级行政单位。

## 行政区划
王庄镇下辖以下地区：
镇南社区、镇北社区、西南村、东南村、南屯村、五铺村、楼杨村、孙集村、双李村、丁陶刘村、陈渡村、新河村、大蒋村、简马村和钓台村。